# Speedwaystadion Ellermühle
Das Speedwaystadion Ellermühle ist das Stadion des Automobilclubs Landshut, welches für Speedwayrennen nationaler und internationaler Art, sowie als Heimstadion des AC Landshut, vor allem für dessen Speedway-Bundesliga-Wettkämpfe fungiert. Es liegt etwa 10 km südwestlich von Landshut am Flugplatz Landshut-Ellermühle im Isartal.

## Geschichte
Das Stadion wurde am 17. August 1975 durch Oberbürgermeister Josef Deimer und den ADAC-Präsidenten Franz Stadler eingeweiht. Zudem erhielt es eine kirchliche Weihe durch Olympia-Pfarrer Heinz Summerer (München) und Pfarrer Volker Reißenweber. Die Speedwaybahn im Stadion Ellermühle ist 390 m lang, mit einer Flutlichtanlage ausgerüstet und zählt zu den größten Speedway-Spezialstadien in Deutschland und Europa.
Durch einen neuen Hauptsponsor trägt das Stadion Ellermühle seit dem 7. November 2012 den Namen „OneSolar Arena Landshut-Ellermühle“.
Neben den Rennveranstaltungen wird im Stadion vom ADAC auf der dortigen ADAC-Trainingsanlage ein Fahrsicherheitstraining angeboten. Die Verkehrswacht Landshut nutzt diese Anlage ebenfalls für diesen Zweck.

## Veranstaltungen
Im Eröffnungsjahr wurde vor 12 000 Zuschauern der internationale Speedway-Länderkampf mit Teilnehmern aus Australien, Schottland, Dänemark und der Bundesrepublik ausgetragen.
1978 richtete der AC Landshut das Speedway-Team WM-Finale aus und 1997 im Rahmen der Speedway-Einzel-Weltmeisterschaft den „Speedway-WM Grand Prix von Deutschland“. 2019 wurde der Speedway of Nations im Stadion ausgetragen.
2021 stieg die Heimmannschaft der Landshut Devils in die 2. Division der polnischen Speedway-Meisterschaft ein. Durch den Titelgewinn im selben Jahr sicherte man sich den Aufstieg in die erste Liga.
2024 übernahm der AC Landshut die Ausrichtung der deutschen Runde des Speedway Grand Prix vom Bergring Teterow. Die Veranstaltung wurde am 18. Mai 2024 abgehalten. Im Folgejahr richtete man den Saisonauftakt der Speedway-GP Serie am 3. Mai 2025 aus.